# کاسپر ون دین
کاسپر ون دین (به انگلیسی: Casper Van Dien) بازیگر آمریکایی و متولد ۱۸ دسامبر ۱۹۶۸ است. او بیست‌ویکمین بازیگر نقش تارزان در سینماست.
از فیلم‌های معروف او می‌توان به فیلم سربازان سفینه فضایی و باشگاه شکار اشاره کرد.